# Le Coach
Pour les articles homonymes, voir Coach.
Pour plus de détails, voir Fiche technique et Distribution.
Le Coach est un film français réalisé par Olivier Doran en 2008, sorti en 2009.

## Synopsis
Maximilien Chêne est un coach renommé qui accumule les succès professionnels. 
Mais c'est aussi un joueur invétéré qui a des dettes colossales. À bout de patience, sa femme le quitte. 
Pris à la gorge par ses créanciers, Maximilien Chêne accepte un contrat qui peut le sauver : coacher à son insu Patrick Marmignon, neveu du PDG Jacques Marmignon et directeur très singulier qui semble être le pire coaché imaginable.

## Fiche technique
- Titre : Le Coach
- Réalisation : Olivier Doran
- Scénario : Denis Bardiau, Bruno Bachot
- Montage : Emmanuelle Baude
- Musique : Pascal Jambry
- Costumes : Marie-Laure Lasson
- Décors : Denis Hager
- Producteur : Laurent Brochand, Alain Terzian
- Tournage : 2008
- Date de sortie : France : 9 septembre 2009
- Pays de production :  France

## Distribution
- Jean-Paul Rouve : Patrick Marmignon, « neveu » du PDG d'ILB et responsable du projet « Hu »
- Richard Berry : « Max », Maximilien Chêne, le coach, joueur compulsif
- Anne Marivin : Vanessa Letissier, la nouvelle DRH d'ILB
- Mélanie Bernier : Cécile Marmignon, la sœur cadette de Patrick
- Didier Bezace : Hubert Dampierre, le directeur financier d'ILB
- Jean-Noël Brouté : Bertrand Lécuyer, le rival énarque de Patrick
- Juliette Poissonnier  : Ariane, l'assistante de Patrick
- Jacques Boudet : Jacques Marmignon, le PDG d'ILB
- Arnaud Henriet : Philippe
- Florence Pernel : la femme du parc (qui lit La Nuit des temps de René Barjavel)
- Jean-Philippe Écoffey : le directeur du casino
- Virginia Anderson : Noémie Chêne, la femme de Max
- Didier Sidbon : Franck, l'homme de main du casino
- Laure Manaudou : elle-même
- Dorylia Calmel : Mathilde
- Nicolas Herman : Sylvain
- Frédéric Etherlinck : le réceptionniste de l'hôtel
- Nicolas Ballot : Joueur de poker
- Céline Barricault : Orchestre barroque
- Lisa-Catherine Berrot : Orchestre de jazz
- Laurent Brochard : Joueur de poker
- Joseph Chanet : Monsieur Liu
- Virginie Colette-Simson : Orchestre barroque
- Christophe Corsand : Le cadre de l'ascenseur
- Moon Dailly : L'Interprete
- Shilling Dong : Madame Liu
- Olivier Doran : L'adversaire de poker
- Armel Dupas : Orchestre de jazz
- Céline Durand : La cliente draguée
- José Fumanal : Le serveur
- Marie-Laure Giannorsi : La croupière
- Gael Lavor : Orchestre de jazz
- Jim Adhi Limas : Li Bao
- Hélène Patarot : Feng Chan
- Catherine Ramona : Orchestre barroque
- Isabelle Ramona : Orchestre barroque
- Richard Roggero : Le directeur de salle
- Rémy Sagaut : Orchestre de jazz
- Eric Samba : Le vigile ILB
- Marc Selz : Joueur de poker
- Estelle Simon : Secrétaire
- Eric Zalay : Orchestre de jazz
- Stéphane Zito : L’entraîneur de laure Manaudou

## Réception

### Fréquentation en France
Selon Box Office France, le film a attiré 591 985 spectateurs, du 9 septembre au 6 octobre 2009.

## À noter
- Malheureux en jeu lors d'une partie de poker au casino Barriere d'Enghien-les-Bains, Maximilen Chêne met en jeu successivement sa montre Zenith Chronomaster puis sa BMW 650 Ci âgée de 2 mois, (E63 seconde série produite entre septembre 2007 et juillet 2010, soit un modèle datant de fin 2007 - début 2008), avant de signer finalement une reconnaissance de dette de 200 000 €.
- Le neveu supposé du PDG d'ILB, Patrick Marmignon (Jean-Paul Rouve) sort du parking de l'entreprise au volant d'une Mini Cooper Clubman D bordeaux métal toit silver et intérieur noir, introduite au début du millésime 2008.